# Briza minor
Briza minor – вид рослин родини тонконогові (Poaceae). лат. minor — «найменший».

## Опис
Стебла до 60(90) см, жолобчасті, голі. Листові пластини до 15 × 1 см. Волоть 3–16 см, з численними колосками. Колоски 2–3.5(4) мм, трикутно яйцеподібні, з 4–8 квітів, голі. Цвіте з березня по липень (серпень).

## Поширення
Північна Африка: Єгипет; Лівія [пн.]; Туніс. Західна Азія: Кіпр; Іран; Ірак; Ізраїль; Йорданія; Ліван; Сирія; Туреччина. Кавказ: Азербайджан; Грузія. Південна Європа: Албанія; Хорватія; Греція [вкл. Крит]; Італія [вкл. Сардинія, Сицилія]; Португалія; Гібралтар; Іспанія [вкл. Балеарські острови].

### Галерея

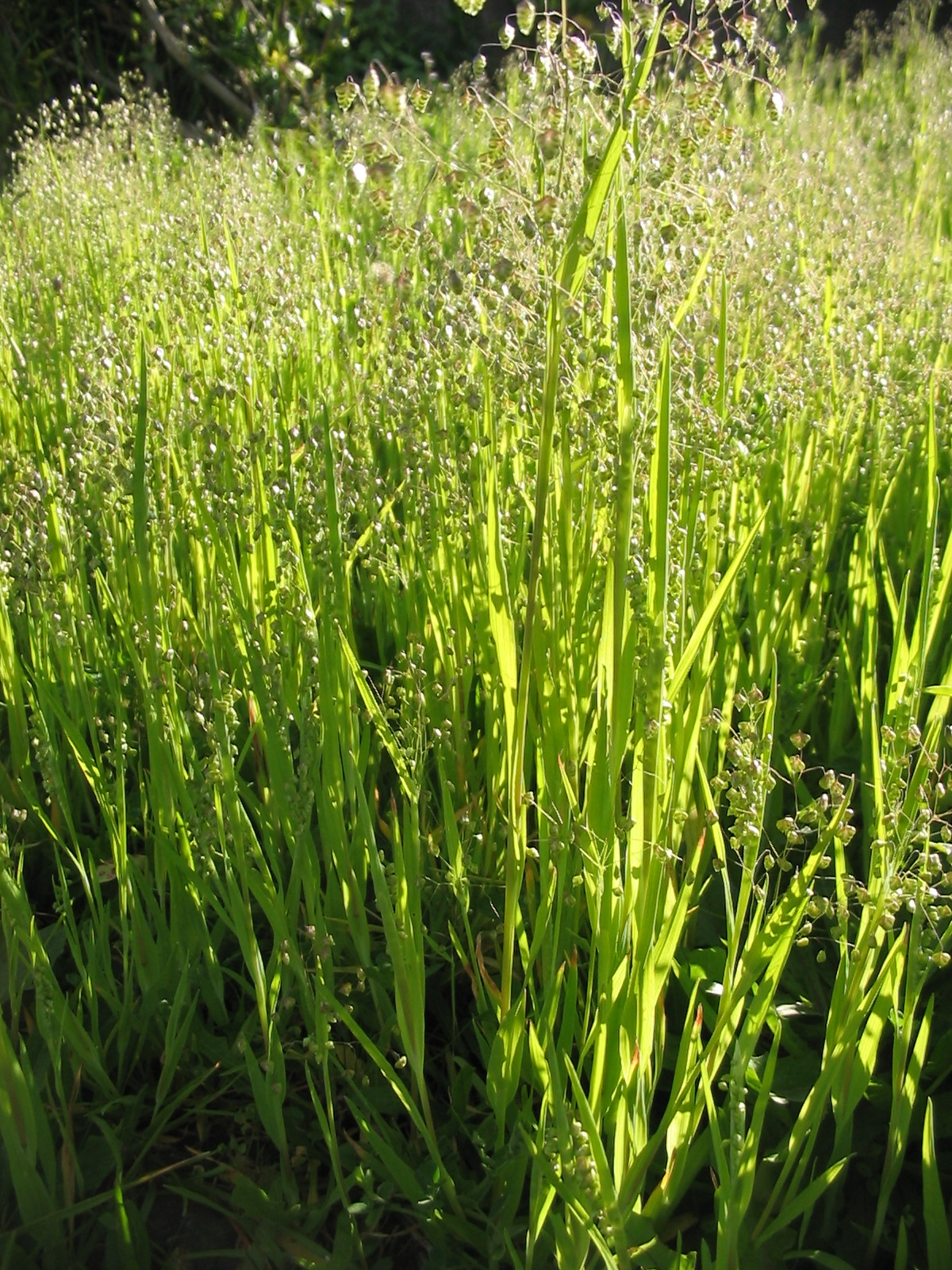
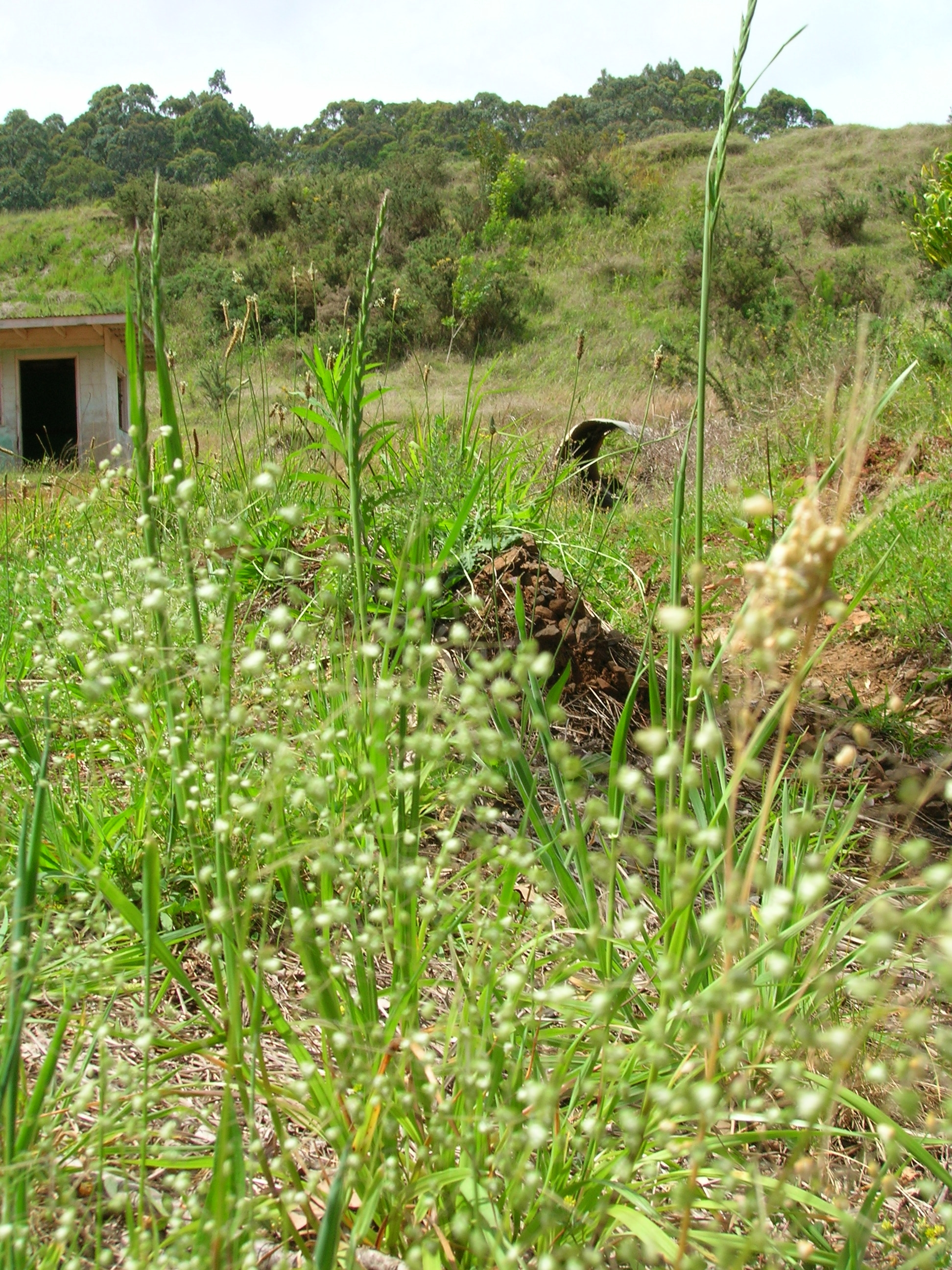